# Odontopyge doriae
Odontopyge doriae är en mångfotingart som beskrevs av Filippo Silvestri 1896. Odontopyge doriae ingår i släktet Odontopyge och familjen Odontopygidae. Inga underarter finns listade i Catalogue of Life.